# Longitarsus membranaceus
Longitarsus membranaceus es un coleóptero de la familia Chrysomelidae. Fue descrita científicamente en 1860 por Foudras.